# Avenida Libertador Bernardo O'Higgins (Chillán)
Avenida Libertador Bernardo O'Higgins o simplemente Avenida O'Higgins es el nombre de una avenida de la ciudad chilena de Chillán. La avenida, resalta por su trazado, cual inicia en el acceso norte de la ciudad y finaliza en el acceso surponiente, atravesando la ciudad y uniendo las comunas de Chillán y Chillán Viejo; destaca además su frondosa vegetación entre Chillán Viejo y Las Cuatro Avenidas, la tradicional venta de mote con huesillo en la intersección con avenida Collín y la destacada presencia de la Escuela República de México, en la cual se encuentran los Murales de Siqueiros y Guerrero.

## Historia
Fue creada por Carlos Lozier en sus trazados de Las Cuatro Avenidas en 1836, para realizar la cuarta fundación de Chillán en su actual emplazamiento, bajo el nombre de "Calle Deuco", posteriormente esta cambiaría de nombre a "Calle Buenos Aires".
El año 2011 la avenida inicia un proceso de remodelación, cuyos trabajos se dividieron en cuatro tramos, el primero desde la Ruta 5 Sur hasta calle Luis Arellano, el segundo desde Luis Arellano a Paso de Piedra, el tercero desde Paso de Piedra a Avenida Collín y el cuarto desde Collín a Avenida Ecuador. El primer tramo en ser intervenido fue el tercero.
Las obras se retrasaron en su cuarta etapa, ya sea para evitar el caos vial,  como también por el descubrimiento e investigación de los túneles subterráneos y loza europea del siglo XIX.